# Kairodeklarationen om de mänskliga rättigheterna i islam
Kairodeklarationen om de mänskliga rättigheterna i Islam är en deklaration som förmedlar en muslimsk syn på mänskliga rättigheter. 

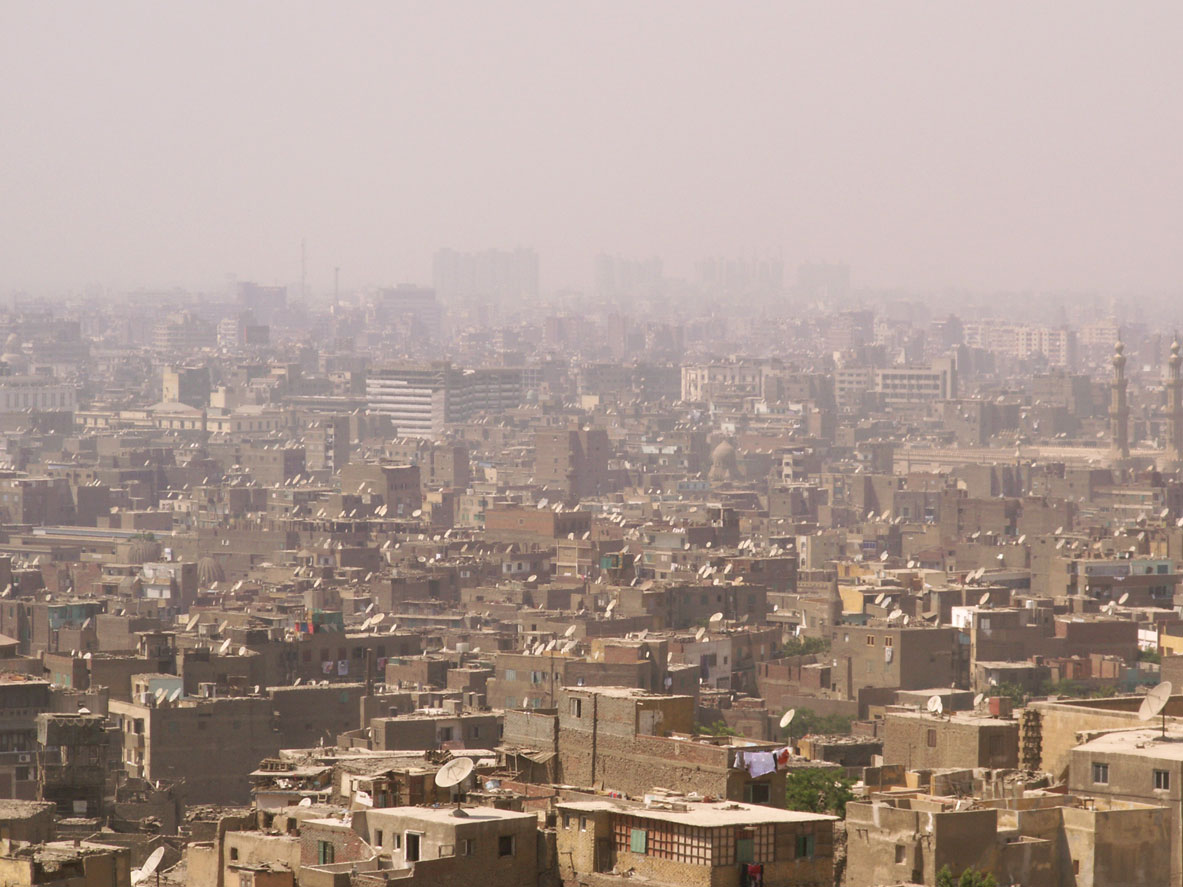
Kairo 2007

 Deklarationen antogs av Islamiska konferensorganisationen i Kairo 1990 och förmedlar en muslimsk syn på mänskliga rättigheter samt slår fast sharia som deras enda grund. Flera muslimska länder ansåg att FN:s deklaration om de mänskliga rättigheterna inte tog hänsyn till kulturella och religiösa förhållanden. Exempelvis har Saudiarabien, som ratificerat ett flertal FN-deklarationer med förbehållet att landet endast anser sig bundet av åtagandena i konventionerna i den mån de inte strider mot landets religiösa lagstiftning sharia enligt Koranen. Konflikter mellan islam och de mänskliga rättigheterna finns när det gäller kvinnans ställning, religionsfriheten, yttrandefriheten, samt homosexuellas rättigheter, områden där Kairodeklarationen skiljer sig från den av FN antagna motsvarigheten. 
Grunden till denna reserverade inställning till den av FN antagna deklarationen om de mänskliga rättigheterna är att denna vilar på en outtalad sekulär syn på rättigheterna, medan den syn som länder med islam som grund har Koranen som källa, vilken muslimer tror är given av Gud och därför inte kan ändras av människan. Den traditionella islamiska rätten sharia utgår således från att det ska råda åtskillnad mellan män och kvinnor i olika avseende såsom ekonomi, vittnesgillhet, straffsatser, storlek på skadestånd, skilsmässa, vårdnad om barn med mera.
En annan väsentlig skillnad mellan det synsätt som FN-deklarationen bygger på och den syn som islam vilar på är synen på individen. Enligt islam är familjen den grund som samhället vilar på och inte individen såsom FN-deklarationen utgår från i sitt sätt att definiera rättigheter. Likaså är frågan om religionsfrihet kontroversiell när man jämför FN-deklarationens artikel 18 med traditionell syn enligt islam. Enligt denna är avfall från islam förbjuden. 
Enligt Kairodeklarationen är det således i praktiken förbjudet att konvertera från Islam. Vidare får yttrandefriheten inte användas mot religionen. I artikel 22 A i Kairodeklarationen sägs att ”var och en har rätt att uttrycka sin åsikt fritt på ett sådant sätt som inte skulle strida mot principerna i sharia. Under 2015 har FN:s råd för mänskliga rättigheter genomdrivit kravet att jämställa kritik av religioner med diskriminering av människor.